# Griqua

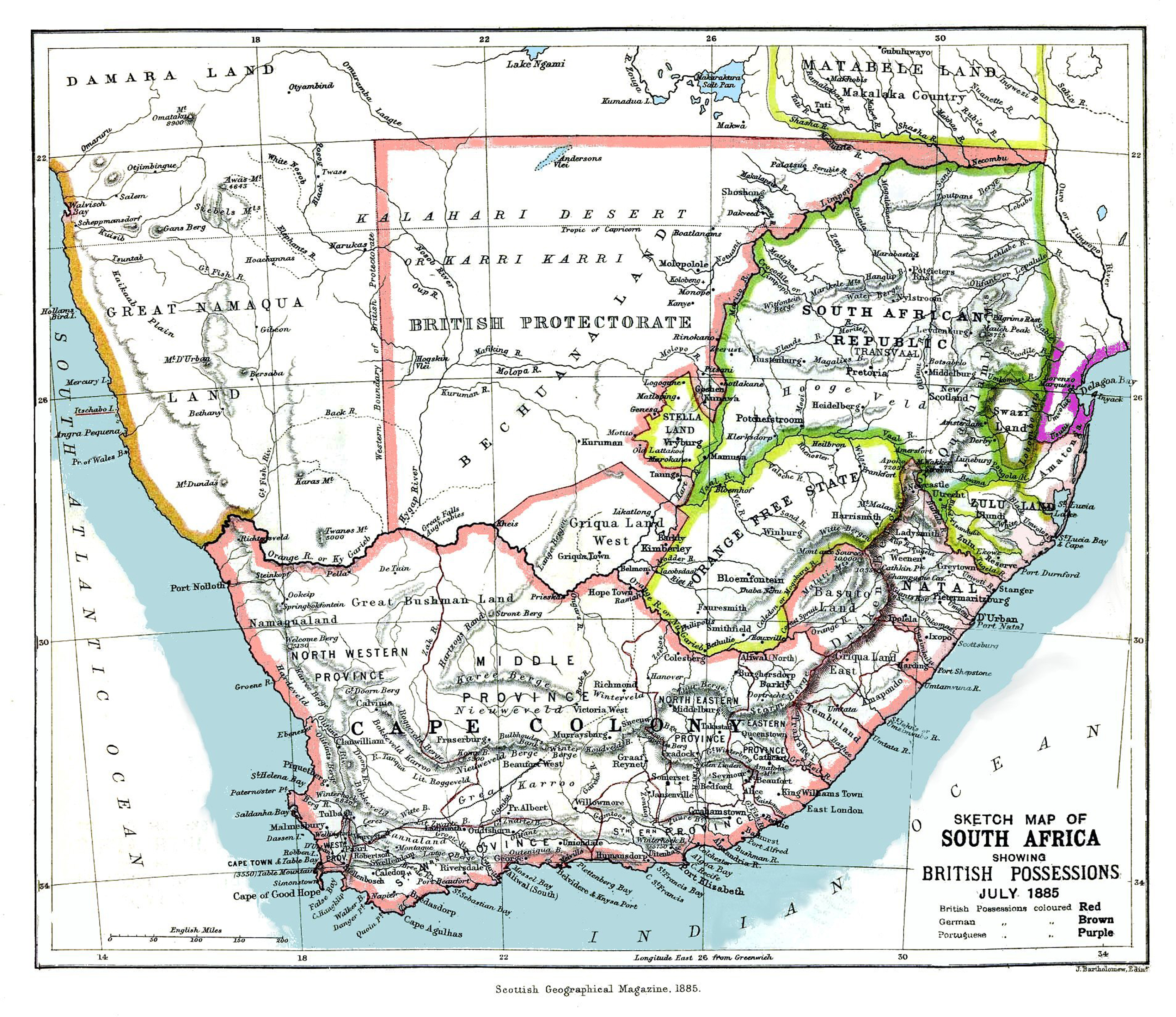
Griqualand West auf einer Karte von 1885

Griqua (afrikaans Griekwa) ist eine Sammelbezeichnung für Gesellschaften im südlichen Afrika, die sich aus der Verbindung von Khoikhoi oder Nama und Buren entwickelten (Baster und Orlam). In der Zeit der Apartheid wurden sie zur Kategorie der „Coloureds“ gerechnet. 1813 soll Reverend John Campbell von der London Missionary Society (LMS) die Bezeichnung für eine Gruppe von Chariguriqua (Khoikhoi aus der Kapregion), Basters (auch Bastaards), Koranna und Tswana eingeführt haben. Allerdings findet sich die Bezeichnung De Groote Griegriequas bereits auf einer Karte von Isaak Tirion aus dem Jahr 1730.
Sie sprechen traditionell Xiri.

## Geschichte

Griqua-Kapitän Jager Afrikaner

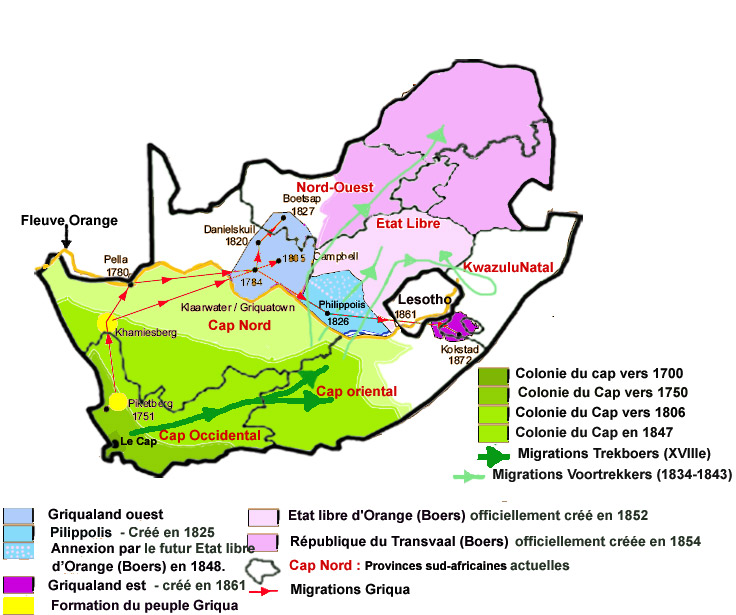
Wanderungsbewegungen der Griqua

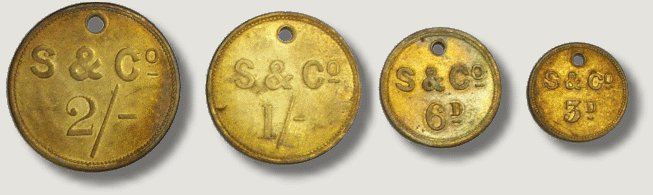
Münzen aus Griqualand East

Aus den Beziehungen der Khoikhoi und Nama mit den europäischen Einwanderern bildeten sich zunächst Familienclans, die im räumlichen Umfeld ihrer burischen Verwandten verblieben und dort häufig nicht nur deren Sprache, sondern auch Lesen und Schreiben lernten; sie waren mit den Lebensgewohnheiten der europäischen Kolonisten recht gut vertraut, waren häufig christianisiert und verstanden sich auf den Umgang mit Schusswaffen. Dies alles verschaffte den Orlam und Baster im kolonialen Kontext dieser Zeit eine gewisse Überlegenheit über die Khoikhoi und Nama und förderte eine Abtrennung von jenen. Aus den Familienclans bildeten sich nach und nach größere selbstständige Einheiten, denen meist – nach niederländischem Vorbild – ein gewählter Kapitein (Kapitän) vorstand und unter dessen (burischem) Namen sie dann auch Eingang in die südafrikanische Geschichte fanden. Zu den Gesellschaften dieser Herkunft zählen die Afrikaner unter ihrem Kapitän Jager Afrikaner und die Witbooi unter ihrem Kapitän Kido Witbooi. Beide zogen im Verlauf des 19. Jahrhunderts nach Norden über den Oranje und bestimmten über Jahrzehnte die geschichtliche Entwicklung in Südwestafrika.
Ein großes Siedlungsgebiet war Griqualand West um Kimberley. Dorthin hatte Adam Kok I. im späten 18. Jahrhundert eine Reihe von Griqua geführt. 1813 wurden sie christianisiert. In den 1820er Jahren bildeten sich mehrere Abspaltungen. Eine Gruppe wanderte unter Adam Kok II. ostwärts nach Philippolis und gründete dort einen weiteren „Griquastaat“. Von dort übten sie Überfälle auf die Basotho unter Moshoeshoe I. aus, die daraufhin nicht nur die Überfalltechniken kopierten, sondern wie die Griqua Hilfe von europäischen Missionaren suchten. 1833 kamen die ersten französischen Missionare aus Philippolis zu den Basotho. Die Bergenaars waren Griqua, die in den Bergen im Süden des heutigen Lesotho lebten und für ihre Viehdiebstähle bekannt waren.
Von Philippolis wanderte eine große Griqua-Gruppe unter Adam Kok III. ab 1861 durch das Land der Basotho und die Drakensberge in das „No Man’s Land“, später Griqualand East, und gründeten dort ein eigenes Gemeinwesen, das unter anderem eigene Münzen herausgab. 1877 wurden Griqualand West und Griqualand East per Gesetz in die Kapkolonie integriert.
Die Griqua waren vor allem im 19. Jahrhundert eine bedeutende Bevölkerungsgruppe, viele verloren aber nach und nach ihre ethnische Identität, so dass sie heute nicht mehr die Rolle von einst spielen. Heute wird gelegentlich versucht, die Identität der Griqua wieder zu stärken und ihnen die Anerkennung als indigenes Volk zu verschaffen.
In Südafrika entstanden im 19. Jahrhundert ähnlich den zeitgleichen Burenrepubliken mehrere Griquastaaten, die jeweils von einem Kapitän regiert wurden. Die bedeutendsten waren Griqualand West, Griqualand East und Philippolis. 
Heute leben die Griqua vor allem in der Provinz Nordkap in der Gegend um Griekwastad und in der Provinz Ostkap um Kokstad, aber auch verstreut über ganz Südafrika.
Griquas ist heute auch der Name einer Rugby-Mannschaft in Südafrika.